# CuBirds
CuBirds — карткова гра авторства Стефана Александера, яка вперше вийшла у 2018 році у видавництві Catch Up Games. У Німеччині гра розповсюджується з 2019 року компанією Board Game Circus. У 2021 році гра отримала Nederlandse Spellenprijs як найкраща сімейна гра .

## Тема та компоненти
CuBirds — проста карткова гра, що триває кілька раундів. Метою гри є збирання однакових пташок, утворюючи з них зграї. Перемагає гравець, який першим збере сім з восьми можливих зграй різних видів або по три зграї з двох видів птахів.
Ігровий комплект складається з 110 карт із зображенням восьми видів птахів. Карти мають нерівномірний розподіл, де рідкісні види, що утворюють менші зграї, зустрічаються рідше, ніж поширені види з більшими зграями.

## Правила гри

### Підготовка до гри
Для підготовки один з гравців викладає в центрі столу чотири ряди по три карти, де кожен ряд має містити по одному представнику кожного виду птахів. Решта карт формує колоду. Кожен гравець отримує по вісім карт, а також одну карту відкрито як першу пташку для своєї колекції.

### Ігровий процес
Гра проходить за годинниковою стрілкою, починаючи з гравця, що роздав карти. Гравець, який ходить, повинен викласти одну або кілька карт одного виду птахів в один з рядів, після чого він може утворити зграю. Під час викладання карт гравець вибирає один з видів на своїй руці та розміщує всі картки цього виду на початку або в кінці одного з рядів. Якщо в ряді вже є картка такого ж виду, гравець бере на руку всі карти між ними. Якщо картки птахів того ж виду немає, він може взяти дві карти з колоди або пропустити це правило.
Після того, як гравець взяв карти на руку, він може утворити зграю з однієї з пташок. Для цього він повинен викласти мінімальну кількість карток одного виду, додавши одну або дві карти до своєї колекції. Решта карт передається на відбій.

### Кінець раунду та гри
Гравці продовжують ходи, поки раунд не завершиться або гра не буде виграна. Раунд закінчується, коли один з гравців не має карт на руці. Всі інші скидають залишки карт і отримують по вісім нових з колоди. Перший гравець розпочинає новий раунд.
Гра завершується, коли один з гравців зібрав сім видів птахів або по три зграї двох видів. Цей гравець стає переможцем. Якщо на початку нового раунду колода не містить достатньо карт, виграє гравець з найбільшою кількістю птахів у своїй колекції.

## Випуски та рецензії
Гра CuBirds була створена Стефаном Александером та вперше видана у 2018 році видавництвом Catch Up Games англійською та французькою мовами. В тому ж році з’явилися іспанська, польська та італійська версії. У 2019 році гру було видано німецькою мовою компанією Board Game Circus, а також корейською, чеською та словацькою мовами. Пізніше гра вийшла на російській, угорській, нідерландській та португальській мовах.
Гра була номінована разом з Детектив Клуб та Картографи на Nederlandse Spellenprijs 2021 року та визнана найкращою сімейною грою року.
На платформі Board Game Arena також доступна онлайн-адаптація гри.